# Andreï Nikolichine
Andreï Ivanovitch Nikolichine - en russe : Андрей Иванович Николишин et en anglais : Andrei Nikolishin - (né le 25 mars 1973 à Vorkouta en République socialiste fédérative soviétique de Russie) est un joueur professionnel russe de hockey sur glace. Il évolue au poste de centre.

## Biographie

### Carrière en club
En 1990, il débute avec le HK Dinamo Moscou en Superliga. Il est choisi en 1992 au cours du repêchage d'entrée dans la Ligue nationale de hockey par les Whalers de Hartford en 2e ronde, en 47e position. En 1994, il part en Amérique du Nord après deux titres nationaux avec le Dynamo en 1992 et 1993. Le 5 novembre 1996, il est échangé au Lightning de Tampa Bay en retour de Curtis Leschyshyn. Le 1er novembre 2002, il est envoyé aux Blackhawks de Chicago avec Chris Simon pour Michael Nylander et un choix de repêchage en 2003. Le 21 juin 2003, il est échangé à l'Avalanche du Colorado contre un choix de quatrième ronde au repêchage 2004. En 2004, il revient en Russie.

### Carrière internationale
Il a représenté la Russie En équipe nationale de 1993 à 2002. Il a remporté le bronze aux Jeux olympiques de 2002.

## Trophées et honneurs personnels

### Russie
- 1994 : élu joueur russe de l'année.
- 1994 : élu dans la première équipe d'étoiles.

### Ligue continentale de hockey
- 2008-2009 : sélectionné par Alekseï Iachine pour participer au Match des étoiles avec la sélection Iachine.

### Ukraine
- 2011-2012 : nommé meilleur attaquant.

## Statistiques

### En club
| Saison     | Équipe                 | Ligue      |     | Saison régulière | Saison régulière | Saison régulière | Saison régulière | Saison régulière |    | Séries éliminatoires | Séries éliminatoires | Séries éliminatoires | Séries éliminatoires | Séries éliminatoires |
| Saison     | Équipe                 | Ligue      | PJ  | B                | A                | Pts              | Pun              | PJ               | B  | A                    | Pts                  | Pun                  |                      |                      |
| 1990-1991  | HK Dinamo Moscou       | URSS       | 2   | 0                | 0                | 0                | 0                |                  |    |                      |                      |                      |                      |                      |
| 1991-1992  | Dinamo Moscou          | Superliga  | 6   | 1                | 0                | 1                | 2                |                  |    |                      |                      |                      |                      |                      |
| 1992-1993  | Dinamo Moscou          | Superliga  | 42  | 5                | 7                | 12               | 30               |                  |    |                      |                      |                      |                      |                      |
| 1993-1994  | Dinamo Moscou          | Superliga  | 41  | 8                | 12               | 20               | 30               |                  |    |                      |                      |                      |                      |                      |
| 1994-1995  | Dinamo Moscou          | Superliga  | 12  | 7                | 2                | 9                | 6                | --               | -- | --                   | --                   | --                   |                      |                      |
| 1994-1995  | Whalers de Hartford    | LNH        | 39  | 8                | 10               | 18               | 10               | --               | -- | --                   | --                   | --                   |                      |                      |
| 1995-1996  | Whalers de Hartford    | LNH        | 61  | 14               | 37               | 51               | 34               | --               | -- | --                   | --                   | --                   |                      |                      |
| 1996-1997  | Whalers de Hartford    | LNH        | 12  | 2                | 5                | 7                | 2                | --               | -- | --                   | --                   | --                   |                      |                      |
| 1996-1997  | Capitals de Washington | LNH        | 59  | 7                | 14               | 21               | 30               | --               | -- | --                   | --                   | --                   |                      |                      |
| 1997-1998  | Pirates de Portland    | LAH        | 2   | 0                | 0                | 0                | 2                | --               | -- | --                   | --                   | --                   |                      |                      |
| 1997-1998  | Capitals de Washington | LNH        | 38  | 6                | 10               | 16               | 14               | 21               | 1  | 13                   | 14                   | 12                   |                      |                      |
| 1998-1999  | Capitals de Washington | LNH        | 73  | 8                | 27               | 35               | 28               | --               | -- | --                   | --                   | --                   |                      |                      |
| 1998-1999  | Dinamo Moscou          | Superliga  | 4   | 0                | 0                | 0                | 0                | --               | -- | --                   | --                   | --                   |                      |                      |
| 1999-2000  | Capitals de Washington | LNH        | 76  | 11               | 14               | 25               | 28               | 5                | 0  | 2                    | 2                    | 4                    |                      |                      |
| 2000-2001  | Capitals de Washington | LNH        | 81  | 13               | 25               | 38               | 34               | 6                | 0  | 0                    | 0                    | 2                    |                      |                      |
| 2001-2002  | Capitals de Washington | LNH        | 80  | 13               | 23               | 36               | 40               | --               | -- | --                   | --                   | --                   |                      |                      |
| 2002-2003  | Blackhawks de Chicago  | LNH        | 60  | 6                | 15               | 21               | 26               | --               | -- | --                   | --                   | --                   |                      |                      |
| 2003-2004  | Avalanche du Colorado  | LNH        | 49  | 5                | 7                | 12               | 24               | 11               | 0  | 2                    | 2                    | 4                    |                      |                      |
| 2004-2005  | HK CSKA Moscou         | Superliga  | 55  | 7                | 19               | 26               | 62               | --               | -- | --                   | --                   | --                   |                      |                      |
| 2005-2006  | Lada Togliatti         | Superliga  | 14  | 2                | 0                | 2                | 36               | --               | -- | --                   | --                   | --                   |                      |                      |
| 2005-2006  | Avangard Omsk          | Superliga  | 19  | 3                | 4                | 7                | 8                | 13               | 1  | 1                    | 2                    | 32                   |                      |                      |
| 2006-2007  | SKA Saint-Pétersbourg  | Superliga  | 19  | 2                | 2                | 4                | 26               | 3                | 0  | 0                    | 0                    | 10                   |                      |                      |
| 2007-2008  | Traktor Tcheliabinsk   | Superliga  | 32  | 11               | 21               | 32               | 30               | 3                | 0  | 0                    | 0                    | 4                    |                      |                      |
| 2008-2009  | Traktor Tcheliabinsk   | KHL        | 48  | 10               | 29               | 39               | 108              | 3                | 1  | 0                    | 1                    | 2                    |                      |                      |
| 2009-2010  | Traktor Tcheliabinsk   | KHL        | 46  | 7                | 14               | 21               | 77               |                  |    |                      |                      |                      |                      |                      |
| 2010-2011  | Traktor Tcheliabinsk   | KHL        | 30  | 5                | 8                | 13               | 22               |                  |    |                      |                      |                      |                      |                      |
| 2011-2012  | HK Sokol Kiev          | PHL        | 36  | 16               | 45               | 61               | 32               | 7                | 3  | 5                    | 8                    | 0                    |                      |                      |
| Totaux LNH | Totaux LNH             | Totaux LNH | 628 | 93               | 187              | 280              | 270              | 43               | 1  | 17                   | 18                   | 22                   |                      |                      |